# ГУВД Бишкека
Главное управление внутренними делами по городу Бишкек (ГУВД г. Бишкек) — территориальный орган исполнительной власти в городе Бишкек, в составе МВД Кыргызской Республики.

## Территориальное деление
Главное УВД г. Бишкек
- Ленинский район
  - Главный отдел Милиции-1 УВД Ленинского района
- Первомайский район
  - Районное УВД Первомайского района
- Свердловский район
  - Районное УВД Свердловского района
- Октябрьский район
  - Районное УВД Октябрьского района.

## История
Приказом министра внутренних дел Киргизской ССР, генерал-майором Габидулиным А. К - 3 июля 1979 года в городе Фрунзе (ныне Бишкек) создан батальон патрульно постовой службы милиции.
В 2008-м году был реорганизован и укрупнен ГУУР МВД, численность регистрационно-экзаменационных подразделений ГУБДД  МВД была передана в ГУВД г. Бишкек, УВД областей и города Ош. Приобретены и направлены в УВД-ОВД скоростные служебные автомобили, компьютеры, средства связи, оргтехника на сумму свыше 144 миллиона сомов. Для обеспечения вещевым имуществом подразделений ОВД профинансировано 27 млн. 501 тыс.  200 сомов. Реализовывался план строительства жилья для сотрудников.
Во время революции в 2020-м году, в городе Бишкек было сожжено и разбито 16 служебных машин патрульной милиции г. Бишкек.